# Friedrich Hennig
Friedrich Hennig (* 20. Oktober 1949 in Nürnberg) ist ein deutscher Emeritus für Chirurgie.

## Leben
Hennig studierte an der Friedrich-Alexander-Universität Erlangen Medizin. Mit einer gynäkologisch-endokrinologischen Arbeit wurde er im Jahr 1976 zum Dr. med. promoviert. Zum Facharzt für Chirurgie ausgebildet, habilitierte er sich im Jahr 1987 für Unfallchirurgie. Als Privatdozent wurde er zum Chefarzt der III. Chirurgischen Abteilung im Allgemeinen Krankenhaus Altona gewählt. Er förderte Rüdiger Döhler und stand Horst Janssen und Günther Wand nahe. Im Jahr 1994 kehrte er als C3-Professor und Leiter der Unfallchirurgie nach Erlangen zurück.
Als Reserveoffizier im Sanitätsdienst der Bundeswehr meldete er sich zum Deutschen Unterstützungsverband Somalia. Zum Flottenarzt der Reserve befördert, war er nach dem Erdbeben im Indischen Ozean 2004 mit dem Einsatzgruppenversorger Berlin in Banda Aceh. Als Sportmediziner war er in den Jahren 2007 bis 2011 Vereinsarzt des 1. FC Nürnberg. Er war Paukarzt des Corps Onoldia und betreute mit seiner Klinik die SpVgg Greuther Fürth. Zur Emeritierung 2018 wurde ihm ein Themenheft in Der Unfallchirurg gewidmet. Seit Januar 2019 lebt er im Ruhestand. Ärztlich tätig ist er in einem MVZ bei Erlangen.